# Kuupik Kleist
Kuupik Kleist, född 1958 i Qullissat, är en grönländsk socionom och politiker, tillhörande partiet Inuit Ataqatigiit. Kleist var landsstyreformand (regeringschef) för Grönlands Landsstyre från 12 juni 2009 till 26  mars 2013. Kuupik Kleist representerade också Inuit Ataqatigiit och Grönland i Folketinget från 2001 till 2007.

## Bakgrund
Kuupik Kleist föddes i gruvbygden Qullissat som son till en dövstum grönländsk kvinna och telegrafisten Nikolaj Kleist, som kort därefter reste därifrån. Kleist växte upp hos sin moster. Han gick i folkskolan i Qullissat från 1966 till 1972, då gruvan och därmed hela bygden lades ned. Han fortsatte i realskolan i Sisimiut 1972-1975, tog studenten vid Birkerød Statsskole 1978, och examen som socionom vid Roskilde Universitetscenter 1983. Efter några år med skiftande arbeten i Grönland fick han framgång som sångare och kallades för Grönlands Leonard Cohen på grund av sin djupa, hesa stämma.

## Politisk karriär
2001 var han Inuit Ataqatigiits kandidat för Folketinget, där han satt 2001-2007. 2007 övertog han ordförandeskapet i sitt parti efter Josef Motzfeldt, och var landsstyreformand 2009-2013.
Han var vicedirektör i Hjemmestyrets Uddannelsesdirektorat 1985-88, rektor för Journalistskolan i Grönland 1988-1999, landsstyremedlem (minister) för offentliga arbeten och trafik 1991-95, ledamot av Grönlands Landsting 1995-96, direktör för Grönlands Hjemmestyres Utrikeskontor 1996-1999, sekreterare för Selvstyrekommissionen 2000-2001, och medlem av Selvstyrekommissionen från 2004. Vidare var han styrelsemedlem i Inuit Circumpolar Conference (ICC) 1995-1997, och styrelseordförande för Tele Greenland 1999-2002.